# 下地悠
下地 悠（しもじ ゆう、1980年2月17日 - ）は、日本の作詞家、歌手。岐阜県岐阜市生まれ。岐阜県立岐阜高等学校、青山学院大学経済学部卒業。

## 人物
幼少期よりヴァイオリンを習い、クラシック音楽に親しむ。青山学院大学在学中にロックユニットAXEL（アクセル）を結成し、自主制作アルバムを4作リリース後、アーティスト活動を休止。2006年、テゴマスの1枚目のシングル「ミソスープ」に収録された「はじめての朝」で作詞家デビューを果たし、以後、多くのアーティストのヒット曲の作詞を手がける。
2011年、KARAに提供した「GO GO サマー！」が第53回日本レコード大賞優秀作品賞を受賞。

## 作詞提供作品
- A-JAX（英語版）
「ワン・フォー・ユー -ONE 4 U-」（2012年）
「dreamin' hunter」（2012年）
- BOOGIE MATSUDA & FANKY☆FREAKS
「愛という名の季節」（2008年）
- CLC
「PEPE」（2016年）
「High Heels」（2016年）
- CODE-V
「Miracle」（2011年）
「Shooting Star」（2012年）
「STAR DISCO」（2015年）
- Dream
「Breakout」（2010年）
「I Believe」（2010年） TOYOTA 「EXILE×WISH」WISH SONGS PROJECT
「Unbelievable」（2014年） 健栄製薬「手ピカジェルmini」 CMソング
- E-girls
「READY GO」（2012年）
「Shiny girls」（2013年） ABC-MART「adidas ハニー インヒール」CMソング
「ごめんなさいのKissing You」（2013年） 映画『謝罪の王様』主題歌
「クルクル」（2013年） UHA味覚糖「e-maのど飴 × e-girls」CMソング、「お願い！ランキング」エンディング・テーマ
「A S A P」（2014年） 映画『女子ーズ』主題歌
「Saturday Night 〜ロックな夜に魔法をかけて〜」（2015年）
「Easy come,Easy go」（2019年）
- (G)I-DLE
「LATATA (Japanese ver.)」（2019年）
「Light My Fire」（2019年）
「HANN (Japanese ver.)」（2019年）
「Oh my god (Japanese ver.)」（2020年）
「Senorita (Japanese ver.)」（2020年）
「DUMBi DUMBi (Japanese ver.)」（2020年）
- GOLF&MIKE
「好きだから」（2007年）
- GOT7
「SHAKING THE WORLD」（2016年）
- J★Dee'Z
「Feel Good」（2016年）
- KARA
「ジェットコースターラブ」（2011年） エステティックTBCグループCMソング
「GO GO サマー!」（2011年） LG Electronics スマートフォン Optimus bright CMソング
「ジェットコースターラブ 2012」（2012年）
「GO GO サマー! 2012」（2012年） 第一興商 「LIVE DAM フリカラ」 CMソング
「イノセントガール」（2012年）
「サンキュー サマーラブ」（2013年）
「レスキューミー」（2013年）
「マンマミーア！」（2014年）
- La PomPon
「HOT GIRLS」（2015年）
- May J.
「Sunshine Baby!」（2014年） ヤマザキ「ランチパック」CMソング
- MYNAME
「Getting Over」（2017年）
「窓の外に降る雨が君の涙なのか」（2017年）
- INSOO (From MYNAME)
「NAKED LOVE」（2017年）
- NEWS
「GAME of LOVE」（2008年） フジテレビ系列『めざましテレビ』共同企画
- NICOLE
「Wonderful baby」（2016年）
- NiziU
「Memories」（2024年） ユニバーサル・スタジオ・ジャパン『ユニ春』テーマソング
「BELIEVE」（2024年） テレビアニメ「神之塔 -Tower of God- 王子の帰還」のエンディングテーマ
- PENTAGON
「Burnin' Love」（2018年）
「Violet」（2018年）
- RAINBOW
「A（エー）」（2011年）
「マッハ」（2011年）
- SEVENTEEN
「CALL CALL CALL!」（2018年）
- SUNGJE（from 超新星）
「おやすみ with 島袋寛子」（2018年）
- TWICE
「CHEER UP -Japanese ver.-」（2017年）
「SIGNAL -Japanese ver.-」（2017年）
「BDZ」（2018年）
「HAPPY HAPPY」（2019年） 日本コカ・コーラ Qoo CMソング
「Breakthrough」（2019年） 『AUBE』CMソング
「Changing!」（2019年）
- 2AM
「Winter gift」（2012年）
- 2PM
「Heartbeat -Japanese ver.-」（2011年）
「Without U -Japanese ver.-」（2011年）
「I'm your man」（2011年）
「Ultra Lover」（2011年）
「Breakthrough」（2013年）
「永遠〜Lasting heart〜」（2014年）
「NEXT Generation」（2014年）
「365」（2015年）
「Everybody」（2015年）
「Slender Man」（2015年）
「I know」（2015年）
「誓いのクリスマス」（2015年）
「Talk about your love」（2016年）
「SET ME FREE」（2016年）
- 2PM+2AM‘Oneday’
「One day」（2012年） 映画『Beyond the ONEDAY〜Story of 2PM&2AM〜』主題歌
- JUNHO (From 2PM)
「SAY YES」（2013年）
「キミの声」（2013年）
「I'M IN LOVE -Japanese ver.-」（2013年）
「HEY YOU」（2014年）
「FEEL」（2014年）
「ずっと」（2014年）
「Don't tease me」（2015年）
「Fine」（2017年）
「また会える日」（2017年）
「365 Winter Party ver.」（2018年）
「Darling」（2018年）
- WEST
「My Best Friend」（2014年）
「SUPERSTAR」（2014年） MBS/TBS系ドラマ「アゲイン!!」オープニング曲
「青春ウォーーー！！」（2015年）
「All My Love」（2015年）
「いま逢いたいからしょうがない」（2016年）
「Ya! Hot! Hot!」（2017年） サーティワンアイスクリームCMソング
- WOOYOUNG (From 2PM)
「COCKTAIL」（2015年）
「ハンパない」（2015年）
「Going Going」（2017年）
「Chill OUT」（2017年）
「二人だけ」（2017年）
「LAZY DAY」（2017年）
「MORE」（2017年）
- 芦田愛菜
「ふぁいと!!」（2014年）
- イヤホンズ
「光の先へ」（2015年）
- 入野自由
「Start」（2009年）
「雨音」（2009年）
「if」（2009年）
「JUMP」（2010年）
「Jewelry day」（2010年）
「Still」（2012年）
- 神谷浩史
「優しい風」（2009年）
- こけぴよ
「夏の終わりの I wish」（2016年）
- 後藤真希
「Get Your Way」（2011年）
「SCANDALOUS」（2011年）
- シャイニーカラーズ
「C'mon! Join Us」（2024年）
「OPEN the New world」（2024年）

- ストレイライト
「Wandering Dream Chaser」（2019年）
「Transcending The World」（2019年）
「Hide & Attack」（2020年）
「Destined Rival」（2020年）
「Another Rampage」（2021年）
「Timeless Shooting Star」（2021年）
「Tracing Defender」（2022年）
「Overdrive Emotion」（2022年）
「Imitation Ghost」（2023年）
「BURN BURN」（2023年）
「Start up Stand up」（2023年）
「LINKs」（2024年）
「Cyber Parkour」（2024年）
「LIVE LIVE LIVE!」（2024年）
「Migratory Echoes (ストレイライトVer.)」（2024年）
「Future Designer」（2024年）
- 芹沢あさひ（CV.田中有紀）
「星をめざして」（2021年）
- 和泉愛依（CV.北原沙弥香）
「Going my way」（2021年）
- 黛冬優子（CV.幸村恵理）
「SOS」（2021年）
- 竹内朱莉
「泣いてOVER」（2024年）
- テゴマス
「はじめての朝」（2006年） 日本テレビ系列『ザ・サンデー』エンディングテーマ
- 松井恵理子
「理想ラビリンス」（2017年）
- みんなのうた
「つもりヤモリ」（2015年） NHK「みんなのうた」2015年4・5月の歌
「つもりやもりの大冒険」（2015年）
- ももいろクローバーZ
「ゲッダーン!」（2013年）

## コーラス参加作品
- 広瀬香美
「とろけるリズム」（2009年） '09-'10 アルペン・スポーツデポCMソング

## テーマソング作詞・歌 提供作品
- CR月下の棋士（SANSEI R&D）
「奇蹟の月」 作詞・歌 （2008年）
- CR戦国KIZUNA（MARUHON）
「Soul Prayer」 作詞 （2009年）
  - CR新撰組群狼伝（エース電研）

「剣の神」 作詞・歌 （2010年）
- CR新大江戸日記（Newgin）
「Kodou」 歌 （2010年）
- CRシンデレラボーイ2（タイヨーエレック）
「ふたつのカケラ」 作詞 （2010年）
- CR戦国KIZUNA 第二陣 紅の修羅（MARUHON）
「Red fire」 作詞・歌 （2010年）
「HIKARI」 歌 （2010年）